# Setra 100

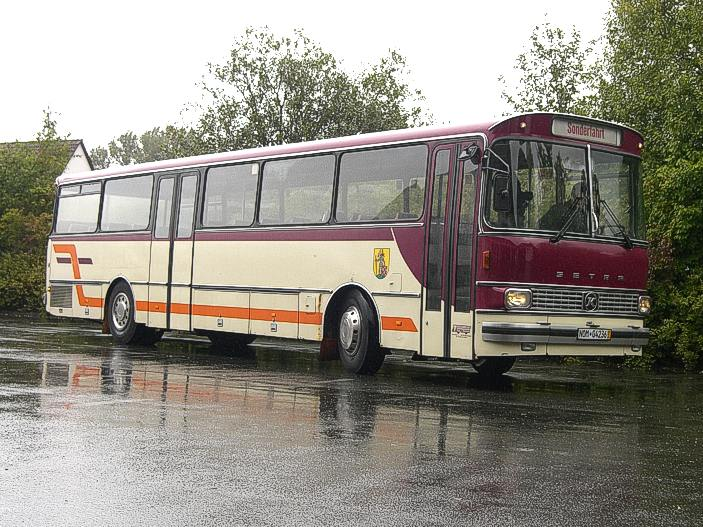
Setra S 140 ES

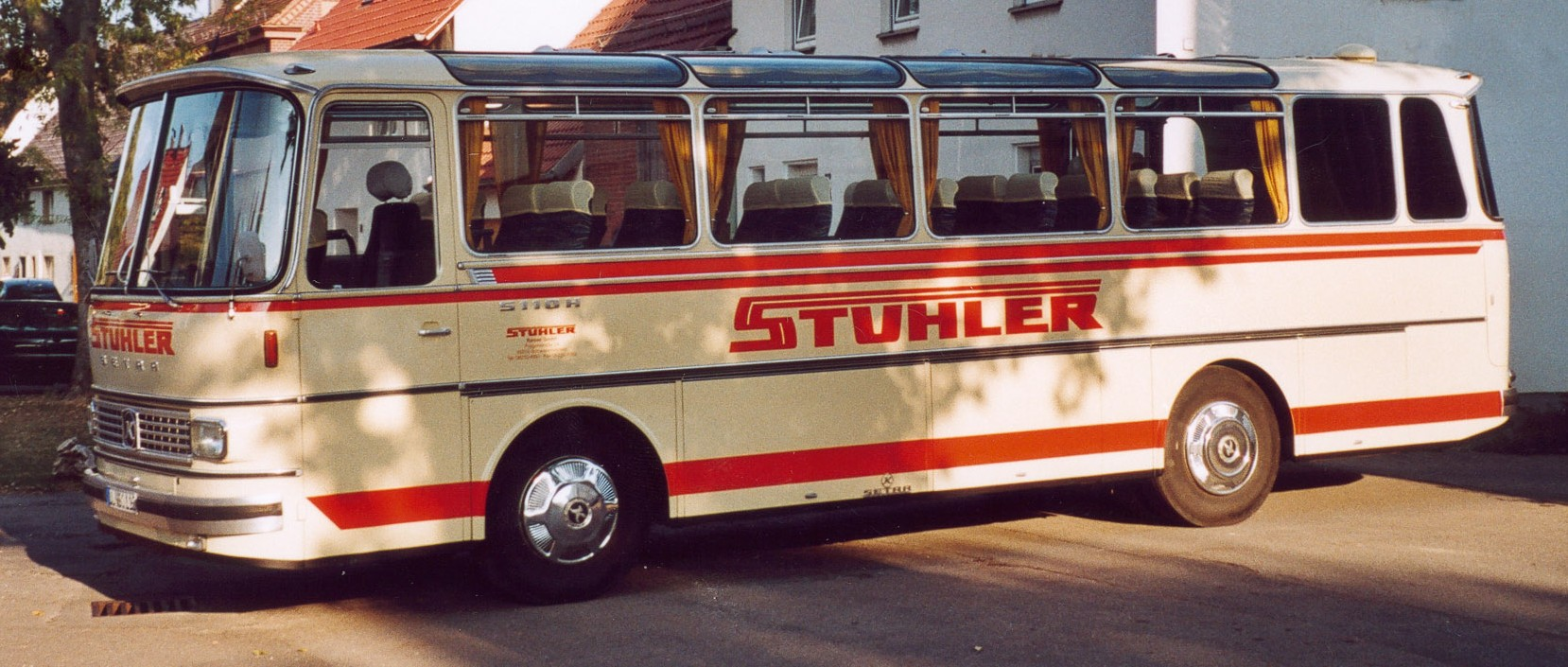
Setra S 110 H

Setra 100 — серия автобусов, выпускаемых немецкой компанией Setra с 1967 по 1984 год.

## Модельный ряд
- S 80
- S 100
- S 110
- S 120
- S 120 EV
- S 125
- S 130
- S 130 S
- S 140 ES
- S 140 H
- S 150
- S 150 H
- SG 165
- SG 175
- SG 180
- SG 180 M
- SG 180 S
- SG 180 Ü
- SG 180 ÜL
- ST 110
- Ü80